# ㅶ
ㅶは、ハングルを構成する子音字母のひとつ。現在は使用されない古いハングル字母であり、ㅂとㅈを組み合わせて作られている。ㅂ系合用並書の字母の一つとして初声に用いられた。中期朝鮮語では複合子音[pʦ]、近代朝鮮語ではㅈの濃音（現在のㅉに相当）を表していたとされる。